# Stephan Kauf
Stephan Kauf OSB (* 15. Oktober 1907 in Wangen bei Olten als Adolf Kauf; † 2. September 1962 in Luzern) war ein Schweizer Benediktinermönch. Von 1947 bis zu seinem Tod war er Abt der Abtei Muri-Gries in Bozen (Südtirol).
Der Sohn des Magaziners Jakob Kauf und der Wilhelmine Frey absolvierte von 1922 bis 1930 das von Benediktinern geführte Gymnasium in Sarnen. Anschliessend folgte ein Theologiestudium in Gries und am Päpstlichen Athenaeum Sant’Anselmo in Rom, das er 1936 abschloss. Die Profess legte er 1928 ab, die Priesterweihe empfing er 1933. In der Abtei Muri-Gries war Kauf ab 1936 als Lektor für Theologie tätig. 1938 erfolgte die Ernennung zum Dekan, daneben amtierte er ab 1941 als Novizenmeister. Nach dem Rücktritt von Bernard Kälin wurde Kauf am 22. Oktober 1947 zum Abt von Muri und Prior von Gries gewählt. 1960 konnte in Muri ein kleines Hospiz eingerichtet werden, womit die Benediktiner mehr als ein Jahrhundert nach der Auflösung des Klosters Muri dort wieder präsent waren. Abt Stephan starb während eines Spitalaufenthalts in Luzern und wurde in Sarnen beigesetzt.